# Jaap Blonk
Jaap Blonk (Woerden, 1953) is een Nederlands componist, performer en dichter.
Blonk was in de jaren 70 saxofonist en componeerde ook voor de saxofoon. In de jaren 80 richtte hij zich op een carrière als stemkunstenaar en klankdichter. Hij schreef poëzie en droeg vooral voor uit eigen werk. Vanaf 2000 is hij ook elektronische muziek gaan verwerken bij de stemkunst. Blonk valt qua stijl te scharen onder het dadaïsme en paste hij experimentele klankgeluiden toe. Blonk treedt wereldwijd op en heeft meer dan 15 albums uitgebracht.
In 2010 treedt hij samen met het Beukorkest op.
Blonk werkt ook regelmatig voor de radio en televisie en hij maakte enkele hoorspelen.
- Bibliothèque nationale de France: cb150755853 (data)
- Gemeinsame Normdatei: 172978890
- International Standard Name Identifier: 0000 0000 7847 6341
- Library of Congress Control Number: no99041210
- MusicBrainz: 43764e83-2f26-43b2-8a20-d491907e56af
- Nationale Bibliotheek van Tsjechië: jo2003196992
- Nationale Bibliotheek van Israël: 987007334736905171
- Nationale Bibliotheek van Polen: a0000003747295
- Nederlandse Thesaurus van Auteursnamen: 080216560
- RKD-Nederlands Instituut voor Kunstgeschiedenis: 9331
- Virtual International Authority File: 36551533
- WorldCat: E39PBJdh6YWXg433PcXKQQMVmd